# راندال طومسون
راندال طومسون (مواليد 14 يونيو 1964) هو ملاكم كندي، مثّل بلاده في الألعاب الأولمبية الصيفية 1996.

## روابط خارجية
راندال طومسون على موقع أوليمبيديا (الإنجليزية)